# Back to the Future: The Pinball
Back to the Future: The Pinball è un flipper del 1990 ideato da Joe Kaminkow e Ed Cebula e pubblicato da Data East Pinball. Ispirato alla trilogia di film di Ritorno al futuro, il gioco include tre canzoni utilizzate nei film: The Power of Love e Back in Time di Huey Lewis and the News e Doubleback degli ZZ Top. Michael J. Fox ha negato l'autorizzazione all'uso della sua immagine per il gioco, così è stato sostituito dal figlio di Paul Faris, che aveva lavorato al flipper.